# Кука-Марние
Кука-Марние (фр. Kouka Marnié) — деревня и супрефектура в Чаде, расположенная на территории региона Гера. Входит в состав департамента Мангальме.

## Географическое положение
Деревня находится на юге центральной части Чада, на высоте 508 метров над уровнем моря.
Населённый пункт расположен на расстоянии приблизительно 515 километров к востоку-северо-востоку (ENE) от столицы страны Нджамены.

## Население
По данным официальной переписи 2009 года численность населения Кука-Марние составляла 15 956 человек (7332 мужчины и 8524 женщины). Население супрефектуры по возрастному диапазону распределилось следующим образом: 53,8 % — жители младше 15 лет, 40,2 % — между 15 и 59 годами и 6 % — в возрасте 60 лет и старше.

## Транспорт
Ближайший аэропорт расположен в городе Ум-Хаджер.